# Brasen
Brasen er en karpefisk i familien Cyprinidae og lever i stimer. Den er højrygget og har skarpe, sorte finner og de voksne eksemplarer er bronzegyldne på siderne.
Den lever i søer og moser, men findes også i brakvand, hvor den om foråret trækker op i de danske åer for at gyde. Maksimalvægten i Danmark er omkring 9 kg.
Brasen lever nær bunden, hvor den finder sin føde, som er smådyr, snegle og planter. Dens mund kan skydes ud, hvilket gør det lettere for den at "støvsuge" føden op fra bunden. Når den gør dette står den nærmest på hovedet.
| Fisk | Spire Denne artikel om fisk er en spire som bør udbygges. Du er velkommen til at hjælpe Wikipedia ved at udvide den. |